# Sjaak Hartog
Sjaak Hartog (Bunschoten) is een Nederlandse acteur, theaterdocent, stemacteur en theatermaker.

## Levensloop
Sjaak Hartog is een Nederlandse acteur/theatermaker.
Hij werd geboren in Bunschoten Spakenburg waar hij niet gemakkelijk z'n draai kon vinden. Totdat hij op 14-jarige leeftijd bij jeugdtheatergroep Marmelijn onder regie van o.a. Marion Visser zich als een vis in het water voelde. Een slimme buurvrouw in Bunschoten stelde voor om zijn krantenwijk op te geven voor een baan als poppenspeler. De 16-jarige Sjaak kreeg toen van zijn vader een compleet zelfgebouwd poppentheater met fietskar om op kinderpartijtjes zijn geld te verdienen.
In 1995 werd hij aangenomen op de toneelschool in Arnhem en richtte hij zich volledig op zijn studie. Tot zijn volgende bijbaantje zich aandiende: nasynchronisatie.
Voordat hij in 1999 afstudeerde begon hij al in te spreken voor diverse tekenfilms zoals de Transilvaanse Enge Dierenwinkel, Ratjetoe en de bioscoopfilms Rugrats the Movie, Rugrats in Paris, Rugrats Go Wild en Jimmy Neutron Boy Genius. Daarna bleef hij voor de televisiereeks van Jimmy Neutron de rol van Luuk Neutron inspreken.
In 2000 bereikte Hartog de finale van het cabaretfestival Cameretten met het soloprogramma Alleen, waarmee hij samen met de andere finalisten in 2001 langs verschillende theaters toerde.
Verder speelde Hartog in verschillende ad-hocproducties, zoals: Mannen, Meccano, Mijnen en Metropolis (in de regie van Mechtild Prins), De Sneeuwkoningin (in de regie van Flora Verbrugge) en Vreemde Vogels, een openluchtvoorstelling voor de Efteling.
Vanaf 2007 vormde hij met acteur Olaf van der Hee het duo 'De Dansdokters'. Ze maakten samen 10 voorstellingen op theaterfestival De Parade i.s.m. de Silent Disco. Ook werkten ze met actrice Anja Kriek (de Hondenshow, Madame Baba - villa achterwerk VPRO) aan de voorstellingen 'De Verrassing', 'De Ontvoering naar Paracetamolië' en 'De Nederlandse Taalshow'. In 2017 maakte Sjaak voor de Parade de eerste aflevering van 'Het Hoorspelhotel' met Cato Fluitsma en in 2018 de tweede met Reineke Jonker. Hij heeft tijdens zijn werkzaamheden op de Parade twee keer 'Het Grote Kinderparadegala' geregisseerd: in 2013 en in 2012 met Olaf van der Hee. In 2019 combineerde hij z'n passie voor muziek en videoclips met theater in de voorstelling 'Studio Sjaak'. Onder zijn alter ego 'Dansdokter Sjaak' maakte hij korte videoclips met het publiek op Tik Tok in de Silent Disco.
Sjaak heeft ook later als poppenspeler gewerkt met acteur/poppenspeler Jannos Groffen van het Meemaaktheater. Samen maakten ze de voorstelling Donder de Draak die in december 2012 in de Rotterdamse Schouwburg speelde. Deze voorstelling speelde tot 2018 op verschillende scholen en festivals.
Verder was Hartog als maker en speler verbonden aan het Middeleeuws theatergezelschap Galgenaas en stichting Worstenbrood te Breda. Sinds 2007 verzorgde hij met collega acteurs de invulling van het festival Duik in het Duister tijdens de Open Monumentendag.
Voor televisie heeft Hartog verschillende gastrollen vertolkt voor o.a. Moeder ik wil bij de revue, Het Huis Anubis en Van Speijk. Ook heeft hij gespeeld in de korte film 'Motor' van Simone Benett. Zijn debuut op het grote witte doek was met 'Nova Zembla', de eerste Nederlandse film in 3D waarin hij een filmkus had met Doutzen Kroes. Ondanks het grote enthousiasme van regisseur Reinout Oerlemans bleek deze scene er op de première in het Rai theater te zijn uitgeknipt. 
In 2018 maakte Sjaak met acteur Gerard Olthaar (de Stijle Want, de Parade) de voorstelling 'Echt Waar?!' in opdracht van theater Walhalla en de expo '50 jaar Fabeltjeskrant' te Rotterdam. De voorstelling nam het publiek per bus mee naar Tuindorp Vreewijk waar de geestelijk vader van De Fabeltjeskrant 'Leen Valkenier' is opgegroeid. Voor het Fabeltjeskrant-hoorspel sprak hij de stem van Meneer de Uil, Monfert de Mol, Gerrit de Postduif, Louwieke de Vos, Ed en Willem Bever en Bor de Wolf in.
In de zomer van 2019 trad hij in het huwelijk met Gwendolene Roberts en in 2020 kregen ze samen een dochter. 
Omdat de theaters tijdens de corona pandemie vooral gesloten waren produceerde hij meer dan 50 satire video's. Hiervan werden 21 video's geplaatst op de website van omroep BNN/VARA. Zijn satire-kanaal is te vinden op YouTube onder de naam Studio Satire.
Deze video's produceerde hij vooral 's nachts. Overdag stond hij voor de klas als theaterdocent in het basisonderwijs. 
Tijdens de zomer van 2022 speelde hij met actrice Roos van Erkel de jeugdtheatervoorstelling Sjaak en Roos in de White House op theaterfestival de Parade. In 2023 speelde hij op De Parade de voorstelling 'Reiskoorts en vliegvrees' met actrice en poppenspeelster Janna Handgraaf.  